# 大鳥池
座標: 北緯38度21分45秒 東経139度49分45秒 / 北緯38.36250度 東経139.82917度
大鳥池（おおとりいけ）は、山形県鶴岡市大字大鳥にある湖。標高966m付近にある山上湖である。

## 地理
山形県・新潟県境の朝日山地にある以東岳北麓、山形県鶴岡市大鳥に位置する。赤川水系本流の東大鳥川上流にあり、川が堰き止められできた堰止湖とされる。
周辺はブナ林に囲まれている。なお、大鳥池から徒歩で30分ほどの場所に三角池（みすまいけ）という小さな池がある。

## 歴史
736年、行基によって発見されたと言われている。以来、ときに神災をもたらす神秘の湖として知られる。
古くから女人禁制とされてきた。非常に神秘的な湖であったが、1926年（大正15年）になってはじめて旧制山形高等学校教授の安斉徹によって調査が行われた。その結果日本では珍しい花崗岩地にある湖であること、それまで考えられていた断層湖ではなく堰止湖であることなどが確認された。1934年（昭和9年）には灌漑に湖水を利用するため、排出口に制水門が設けられた。

## 施設
池の北岸に避難小屋の大鳥小屋「タキタロウ山荘」がある。大鳥小屋では山形県企業局が鶴岡市の協力を得て、沢の水を利用したマイクロ水力発電（最大300W）の実証実験を行っており、最大700Wの太陽光発電と共に、大鳥小屋で利用されている。

## 幻の魚タキタロウ
タキタロウという巨大魚が生息しているとされる。NHKや山形放送などの調査取材も行われ、巨大魚の生息は確認されたが、実物は未確認の生物である。